# Катастрофа Іл-76 в Судані
Катастрофа Іл-76 в Судані — авіакатастрофа, що відбулася в суданському регіоні Північний Дарфур. Екіпаж складався з громадян Росії.

## Причини катастрофи
Літак Іл-76 ймовірно був збитий «дружнім вогнем» проурядовими силами швидкого реагування «Джанджавід». 